# Publio Fabio Firmano
Publio Fabio Firmano (in latino: Publius Fabius Firmanus; Betica?, 2 circa – dopo il 44/45) è stato un magistrato e senatore romano, console dell'Impero romano.

## Biografia
Non molto è noto della figura di Firmano. Figlio di un Lucio Fabio, il nomen Fabius e la tribus di appartenenza (Quirina o Galeria) potrebbero far pensare ad una sua origine provinciale, e in particolare dalla Betica, sebbene sia stata proposta anche una sua origine narbonese.
La prima carica nota è quella di legatus pretorio del proconsole d'Africa, durante la quale probabilmente sviluppò relazioni di patronato con la città di Furnos Maius. La sua seconda e ultima carica attestata lo vede invece al vertice dello stato romano: Firmano fu infatti console suffetto insieme a Lucio Tampio Flaviano nel novembre-dicembre del 44 o del 45, occasione in cui ricevette l'onore di un'epigrafe onoraria dalla città africana sua cliente.
Dopo il suo consolato, Firmano scompare dalla storia.